# Center (Colorado)
Pour les articles homonymes, voir Center.
Center est une ville américaine située dans les comtés de Saguache et de Rio Grande, dans le Colorado.
Selon le recensement de 2010, Center compte 2 230 habitants. La municipalité s'étend sur 0,83 milles carrés (2,15 km2). L'essentiel de la ville se trouve dans le comté de Saguache : 2 012 habitants et 0,68 milles carrés (1,76 km2).
Autrefois appelée Centerview, la ville doit son nom à sa position centrale dans la vallée de San Luis (en).

## Démographie
| 1910 | 1920 | 1930  | 1940  | 1950  | 1960  |
| ---- | ---- | ----- | ----- | ----- | ----- |
| 385  | 547  | 1 011 | 1 515 | 2 024 | 1 600 |

| 1970  | 1980  | 1990  | 2000  | 2010  | - |
| ----- | ----- | ----- | ----- | ----- | - |
| 1 470 | 1 630 | 1 963 | 2 392 | 2 230 | - |